# 千本松大橋

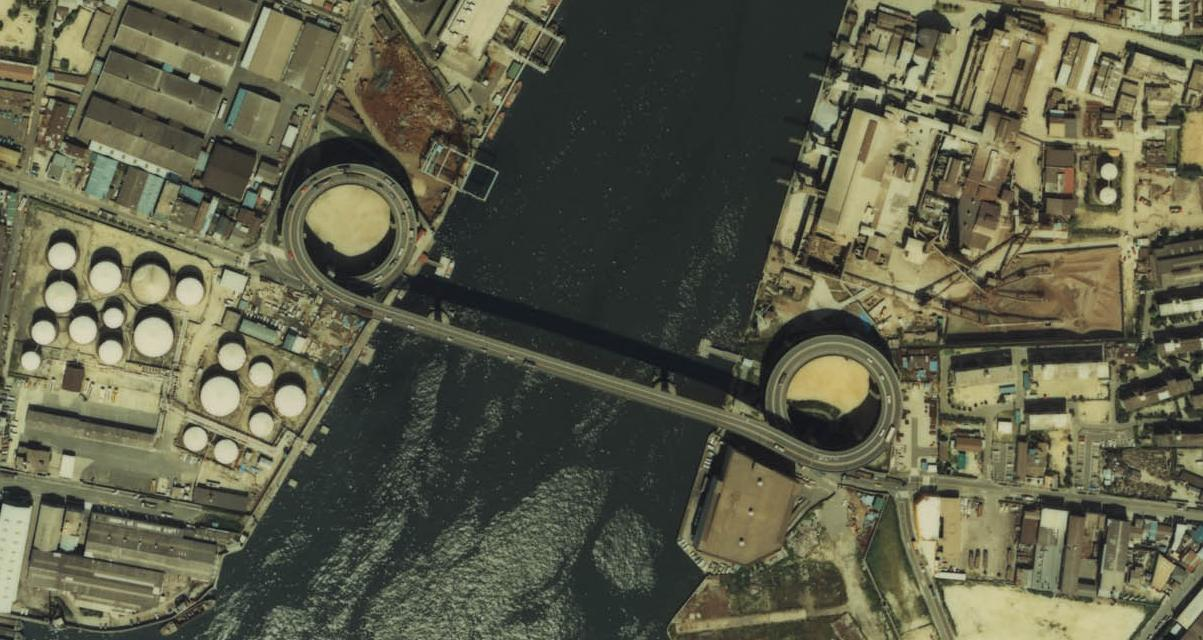
1979年。

千本松大橋（せんぼんまつおおはし）は、大阪市西成区南津守2丁目と大正区南恩加島1丁目を結ぶ、木津川に架かる大阪府道5号大阪港八尾線の橋。2階式螺旋状で720度ループの高架坂路を両岸にもつループ橋で、橋長は主橋梁部は323.5 mだが、西成区側465 m・大正区側465 mの高架坂路（ループ）部を含めると1253.5 mとなる。橋の形状をメガネに見立てて、地元ではめがね橋の愛称で呼ばれる。

## 概要
大阪市の管理で、一般府道大阪羽曳野線の分断区間を解消すべく1973年（昭和48年）に架設された。
「千本松大橋」の名称は、江戸時代にこの地の木津川堤防に沿って多くの松が植えられていたことに由来している。
車道と歩道があり、自動車・歩行者ともに通行可能。橋を通るバスも存在する（詳細は大阪シティバスを参照）。

## 歴史
木津川の両岸には大阪港が河港だった時代から工業地帯や造船所が広がり、現在も木津川の大浪橋（1937年架橋）より下流は大阪港の港湾区域である。そのため、大型船の航行に考慮して通常の橋が架橋できなかった。
1966年には大浪橋の約950 m下流に国道43号木津川橋が架橋されたが、それでも大正区南部からの陸路は大幅な迂回を強いられており、陸上交通の便を改善する目的で、桁下の高さを高くとったループ橋・千本松大橋が建設された。
しかし、橋が完成した同年、第一次オイルショックやそれに伴う著しい景気の悪化などの影響により、両岸にあった大型船を建造する造船所は一気に衰退したうえ、その他の工場でも規模を縮小したため、橋の完成と同時に航路高が33 mも必要とする大型船の航行はなくなってしまっていた。

### 橋と並行している渡船
この地には従来から木津川を渡る千本松渡船場があり、西成区 - 大正区間相互での歩行者や自転車の移動に利用されてきた。渡船を管理・運営する大阪市は千本松大橋の開設に伴い、当初は千本松渡船場を廃止する計画だった。
しかし、「橋ができても、高さ36 m（ビル12階の高さに相当する）、総延長1.2 kmの橋の渡橋には、歩行者や自転車にとっては所要時間・体力面ともに大変になる」などとして、渡船場の存続を求める住民の声が高まった。住民の声を反映して大阪市は当初の渡船場廃止計画を撤回し、千本松渡船場は現在に至るまで存続されている。

## アクセス
- 大阪シティバス 南津守二丁目・南津守・千本松橋西詰